# Head II
Head II est un tableau de Francis Bacon issu d'une série de six tableaux de 1948. 
Le tableau est conservé dans la collection de l'Ulster Museum à Belfast.